# 행정정보 공동이용센터
행정정보 공동이용센터(Public Information Sharing Center ; PISC)는 행정정보의 원활한 공동이용을 위하여 필요한 정책을 수립하고 서비스를 제공하기 위하여 설립된 대한민국 행정자치부 소속기관으로 행정정보 공동이용센터장은 고위공무원 나급(2~3급 상당)의 일반직공무원으로 보한다. 서울특별시 중구 청계천로 8 프리미어플레이스빌딩 7층에 위치하고 있다. 2013년 9월 30일 폐지되었다.

## 설립 근거
- 전자정부법[3]

## 연혁
- 2005년 10월 18일 행정정보공유추진위원회 발족
- 2012년 7월 13일 행정정보 공동이용센터 신설

## 조직

### 행정정보 공동이용센터장
- 기획총괄과
- 기반구축과

## 같이 보기
- 행정정보공유추진위원회